# Imre Farkasinski

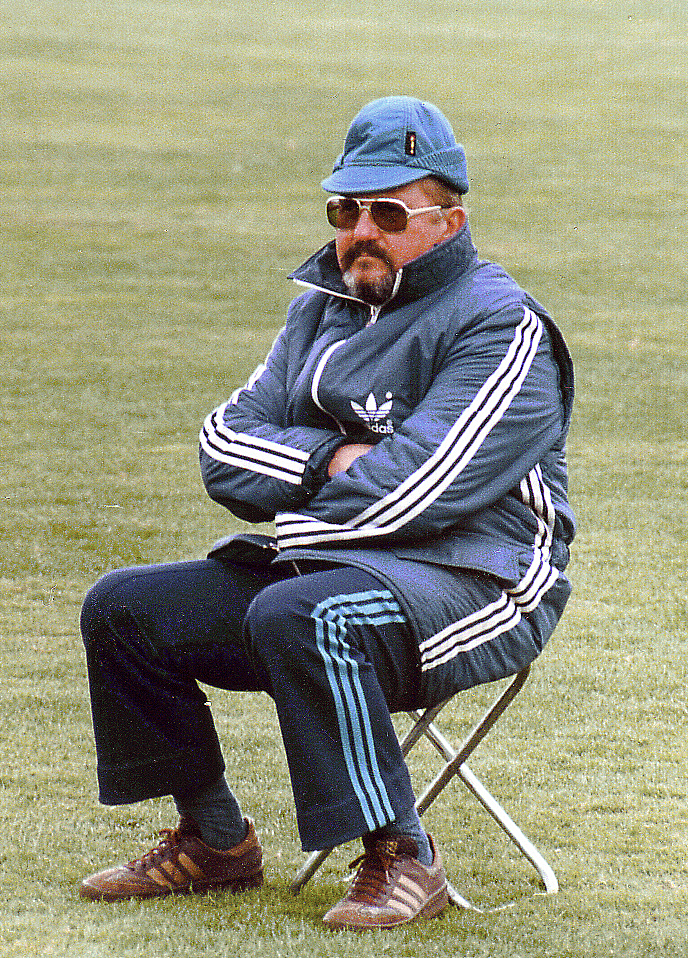
Imre Farkasinski 1980

Imre Farkasinski (* 2. September 1924 in Gyoma/Ungarn; † 10. Oktober 2015 in Budapest/Ungarn) war ein ungarischer Fußballtrainer. Der ursprüngliche Name der Familie in Ungarn war Farkasinszki, bei der Einbürgerung in Deutschland wurde er in Farkasinski geändert, in manchen Quellen wird fälschlicherweise der Name Farkaszinski genannt. In Deutschland hat er den VfL Wolfsburg von 1966/67 bis 1973/74 in der damals zweitklassigen Fußball-Regionalliga Nord trainiert und 1970 die Vizemeisterschaft mit den Grün-Weißen vom VfL-Stadion am Elsterweg erreicht. Zuvor hatte er erstmals in der Saison 1958/59 in der erstklassigen Fußball-Oberliga Nord und unmittelbar nach der Regionalliga 1974/75 in der neuen 2. Fußball-Bundesliga, sowie 1978 und 1983/84 in der drittklassigen Oberliga-Nord das Traineramt bei den Allerstädtern ausgeübt.

## Werdegang
Der in Südostungarn aufgewachsene Farkasinski wirkte als aktiver Fußballer in der Studenten-Nationalmannschaft mit und schloss erfolgreich ein Sportlehrerstudium ab. Als Teilnehmer am ungarischen Volksaufstand verließ er 1956 seine Heimat und kam über die Stationen Österreich und Italien nach Deutschland. Hauptgrund dafür war, dass die ungarische Lehrerausbildung der deutschen sehr ähnlich war. Am 28. Juni 1958 kam er in Wolfsburg an. Er trat eine Sportlehrerstelle am Ratsgymnasium an und übernahm als Nachfolger von Walter Risse bereits zur Runde 1958/59 das Traineramt beim VfL Wolfsburg in der damals erstklassigen Oberliga Nord. Am Rundenende war der VfL aber in die Amateurliga abgestiegen und die Wege trennten sich.
Es folgte ein Zwischenabschnitt mit dem Lokalrivalen 1. FC Wolfsburg in der Amateurliga Niedersachsen, ehe der zumeist „Farka“ gerufene Sportlehrer mit der markanten Brille zur Saison 1966/67 zum zweiten Mal als Trainer beim VfL anfing. Jetzt hielt die Verbindung neun Spieljahre. Sie gipfelten in der Vizemeisterschaft 1969/70 in der Regionalliga Nord und der anschließenden Teilnahme an der Bundesliga-Aufstiegsrunde. Aber auch die zwei Spiele im DFB-Pokal 1970/71 im Dezember 1970 gegen den Bundesligisten FC Schalke 04 – am 13. Dezember in Wolfsburg 2:2 n. V. vor 21.000 Zuschauern; das Wiederholungsspiel am 23. Dezember in Gelsenkirchen 1:1 n. V. und 1:3-Niederlage nach Elfmeterschießen – waren herausragende sportliche Höhepunkte der Ära Farkasinski. Mit den zwei dritten Rängen 1972 und 1973 sowie dem vierten Rang 1974 war der VfL für die ab 1974/75 startende 2. Fußball-Bundesliga qualifiziert. Da endete die Verbindung im Dezember 1974.
Ab 1. Juli 1975 übernahm er das Traineramt bei SV Union Salzgitter in der drittklassigen Oberliga Nord. In seinem zweiten Jahr, 1976/77 führte er Union zur Vizemeisterschaft und damit in die Aufstiegsrunde zur 2. Bundesliga. Dieses Ziel wurde verfehlt. Am 18. Februar 1978 endete seine Tätigkeit in Salzgitter und bereits am 3. März 1978 übernahm er als „Feuerwehrmann“ erneut den Trainerposten beim VfL Wolfsburg. Am Rundenende zog er mit seiner Mannschaft als Vizemeister in die Aufstiegsrunde zur 2. Bundesliga ein, aber auch mit Wolfsburg glückte der Aufstieg nicht.
Im Hauptberuf war Farkasinski Lehrer am Ratsgymnasium und übte seine Trainerengagements immer nebenberuflich aus; er sprang nochmals in der Saison 1983/84 beim VfL als Trainer ein. Mit 63 Jahren hörte er 1986 am Ratsgymnasium auf und zog nach dem Fall des Sozialismus 1989 zurück in die ungarische Heimat, wo er abwechselnd in Budapest und am Plattensee lebte und 2015 starb.
Prägende Spieler seiner Zeit beim VfL waren unter anderen Wilfried Kemmer, Wolf-Rüdiger Krause, Torhüter Dieter Grünsch, Wolfgang Matz, Fredi Rotermund, Dieter Thun und Wolfgang Wallek.